# ولادیمیر سلکوف
ولادیمیر سلکوف (به انگلیسی: Vladimir Selkov) (زادهٔ ۱ آوریل ۱۹۷۱) شناگر اهل روسیه است.